# شاهدخت پاتریشیا از کانوت
شاهزاده ویکتوریا پاتریشیا هلنا الیزابت (به انگلیسی: Victoria Patricia Helena Elizabeth) که نامش پس از ازدواج با الکساندر رمسی به پاتریشیا رامسی تغییر یافت، نوه ملکه ویکتوریا بود. وی پس از ازدواج، عنوان شاهزاده خانم بریتانیایی و شیوه سلطنت عالی را کنار گذاشت.

## تولد و خانواده
پرنسس پاتریشیا یا «پاستی» (برای خانواده و دوستان) در ۱۷ مارس ۱۸۸۶، روز سنت پاتریک، در کاخ باکینگهام در لندن متولد شد. پدرش شاهزاده آرتور، دوک کانوت و استراثارن (سومین پسر ملکه ویکتوریا و شاهزاده آلبرتِ ساکس کوبورگ و گوتا) و مادرش پرنسس لوئیز مارگارتِ پروس بود. او دو خواهر و یک برادر بزرگتر با نام‌های شاهزاده آرتور کانوت، شاهزاده مارگارت کانوت و ولیعهد، مارگارتای سوئد داشت.